# Scooby-Doo en la isla de los zombis
Scooby-Doo en la isla de los zombis (en inglés Scooby-Doo on Zombie Island) es una película de comedia de terror animada directa a video de 1998 basada en las caricaturas de los sábados por la mañana de Scooby-Doo de Hanna-Barbera. En la película, Shaggy, Scooby, Fred, Vilma y Daphne se reúnen después de una pausa de un año de Misterio a la Orden para investigar una isla pantanosa que se dice que está encantada por el fantasma del pirata Morgan Moonscar. La película fue dirigida por Jim Stenstrum, a partir de un guion de Glenn Leopold.
La popularidad de Scooby-Doo había aumentado en la década de 1990 debido a las reposiciones transmitidas en Cartoon Network. La empresa matriz del canal, Time Warner, sugirió desarrollar una película directa a video (DPV) en la propiedad. El equipo de Hanna-Barbera estaba formado por muchos artistas y escritores veteranos. Gran parte de los actores de voz originales de la serie fueron reemplazados para la película, aunque Frank Welker volvió a interpretar a Fred Jones. También fue la primera de cuatro películas de Scooby-Doo directo a video animadas en el extranjero por el estudio de animación japonés Mook Animation. Las bandas de rock Third Eye Blind y Skycycle contribuyen a la banda sonora.
La Isla de los Zombis contiene un tono más oscuro que la mayoría de las producciones de Scooby-Doo, y se destaca por contener criaturas sobrenaturales reales en lugar de personas disfrazadas. Muchos la consideran como la película más aterradora y sombría de Scooby doo. La película fue lanzada el 22 de septiembre de 1998 y recibió críticas positivas de los críticos, quienes felicitaron su animación e historia. La película también se destaca por ser la primera producción de Scooby con toda la pandilla (sin Scrappy-Doo) desde el episodio de Los Nuevos Misterios de Scooby-Doo, Una Molestia de Halloween en el Castillo de Drácula, que se estrenó en ABC el 27 de octubre de 1984. La película recibió ayuda. mediante una campaña promocional de 50 millones de dólares y acuerdos de patrocinio con varias empresas. Las ventas de la película en VHS fueron altas y se convirtió en la primera de una serie de películas DPV de Scooby-Doo de larga duración.
Dos décadas después del estreno de la película, Warner Bros. Animation desarrolló una secuela, Regreso a la Isla de los Zombis, estrenada en 2019.

## Argumento
Los cinco miembros de Misterio a la Orden toman caminos separados después de aburrirse de resolver misterios porque los culpables son siempre personas disfrazadas. Daphne Blake, junto con Fred Jones, comienza a ejecutar una exitosa serie de televisión. Está decidida a cazar un fantasma real en lugar de uno falso. Fred contacta a Vilma Dinkley, Shaggy Rogers y su perro Scooby-Doo, y toda la pandilla se reúne de nuevo para el cumpleaños de Daphne. Se embarcan en un viaje por carretera en busca de lugares encantados en los Estados Unidos para el show de Daphne.
Después de encontrarse con muchos monstruos falsos, la pandilla llega a Nueva Orleans, Luisiana, harta en ese momento. Son invitados por una joven llamada Lena Dupree a visitar su lugar de trabajo en la Isla Moonscar, una isla supuestamente embrujada por el fantasma del pirata Morgan Moonscar. Aunque la pandilla es escéptica, deciden ir con Lena. En la isla, conocen a la empleadora de Lena, Simone Lenoir, que vive en una gran casa sureña en una plantación de pimientos. También conocen al barquero Jacques y al jardinero Beau Neville. Shaggy y Scooby se encuentran con el fantasma de Moonscar, que se convierte en un cadáver reanimado, y la pandilla recibe varias advertencias fantasmales para que se vayan. A pesar de esto, pasan la noche, todavía escépticos. Shaggy ve otro fantasma, uno de un coronel confederado que les advierte que se vayan.
Esa noche, Shaggy y Scooby son perseguidos por una horda de zombis. Vilma sospecha de Beau mientras Fred y Daphne capturan a un zombi. Creen que es una máscara hasta que Fred le arranca la cabeza, revelando que los zombis son reales. Mientras la horda los persigue, la pandilla se divide en el caos y Daphne accidentalmente hace que Fred deje caer su cámara de video en las arenas movedizas, perdiendo evidencia de la película para su programa. Shaggy y Scooby descubren muñecos vudú de cera que se parecen a Fred, Vilma y Daphne en una cueva. Cuando juegan con las muñecos, involuntariamente controlan las acciones de la pandilla con las cosas que hacen que hagan las muñecas, dejando a la pandilla confundida. Shaggy y Scooby dejan caer las muñecas y huyen cuando perturban un nido de murciélagos.
El resto de la pandilla y Beau descubren un pasadizo secreto en la casa. Lena les dice que los zombis se llevaron a Simone. El pasillo conduce a una cámara secreta para los rituales vudú, donde Vilma se enfrenta a Lena sobre su mentira: las huellas en el pasillo eran de Simone; había caminado hacia la cámara en lugar de ser arrastrada. Simone y Lena usan muñecos vudú para atrapar a la pandilla. Ellas y Jacques se revelan a sí mismos como criaturas felinas malvadas. Simone les dice que hace 200 años, ella y Lena eran parte de un grupo de colonos en la isla que adoraban a un dios gato. Cuando Moonscar y su tripulación invadieron la isla, persiguieron a los colonos hasta el pantano, lo que los llevó a ser asesinados por caimanes, pero Simone y Lena escaparon de la carnicería. Rezaron a su dios gato para que maldijera a Moonscar. Su deseo fue concedido y se transformaron en hombres gato. Mataron a los piratas, pero siguieron siendo hombres gato permanentemente. Cada luna de cosecha, atraen y explotan a todas las víctimas drenando vidas para preservar su inmortalidad. Jacques se convirtió en su barquero para traerles más víctimas ya que quería tener la inmortalidad. Los zombis son en realidad sus víctimas anteriores (piratas, confederados, colonos, turistas) que despiertan cada luna de cosecha e intentan ahuyentar a la gente para evitar que sufran el mismo destino.
Shaggy y Scooby interrumpen la ceremonia de drenaje de los hombres gato. La banda se libera pero los hombres gato los rodean. Sin embargo, es demasiado tarde; ha pasado el tiempo de la ceremonia. Su maldición expira y Simone, Lena y Jacques se convierten en polvo, permitiendo que las almas de los zombis finalmente descansen en paz. Beau se revela a sí mismo como un oficial de policía encubierto que fue enviado a investigar las numerosas desapariciones en la isla. Daphne le pide a Beau que sea la estrella invitada de su programa, y todos abandonan la isla por la mañana.

## Reparto
| Personaje         | Actor de voz Estados Unidos | Actor de doblaje · México |
| ----------------- | --------------------------- | ------------------------- |
| Scooby-Doo        | Scott Innes                 | Francisco Colmenero       |
| Shaggy Roggers    | Billy West                  | Arturo Mercado            |
| Daphne Blake      | Mary Kay Bergman            | Ilia Gil                  |
| Fred Jones        | Frank Welker                | Ricardo Tejedo            |
| Vilma Dinkley     | B.J. Ward                   | Irene Jiménez             |
| Simone Lenoir     | Adrienne Barbeau            | Alejandra de la Rosa      |
| Lena Dupree       | Tara Strong                 | Rebeca Gómez              |
| Beau Neville      | Cam Clarke                  | Genaro Vásquez            |
| Jacques           | Jim Cummings                | Francisco Colmenero       |
| Mordedura Scruggs | Mark Hamill                 | Ricardo Tejedo            |

## Personajes
- Scooby-Doo
- Shaggy Rogers
- Daphne Blake
- Vilma Dinkley
- Fred Jones
- Beau Neville
- Lena
- Simone Lenoir
- Jacques
- Snakebite Scruggs

## Producción

### Orígenes e historia

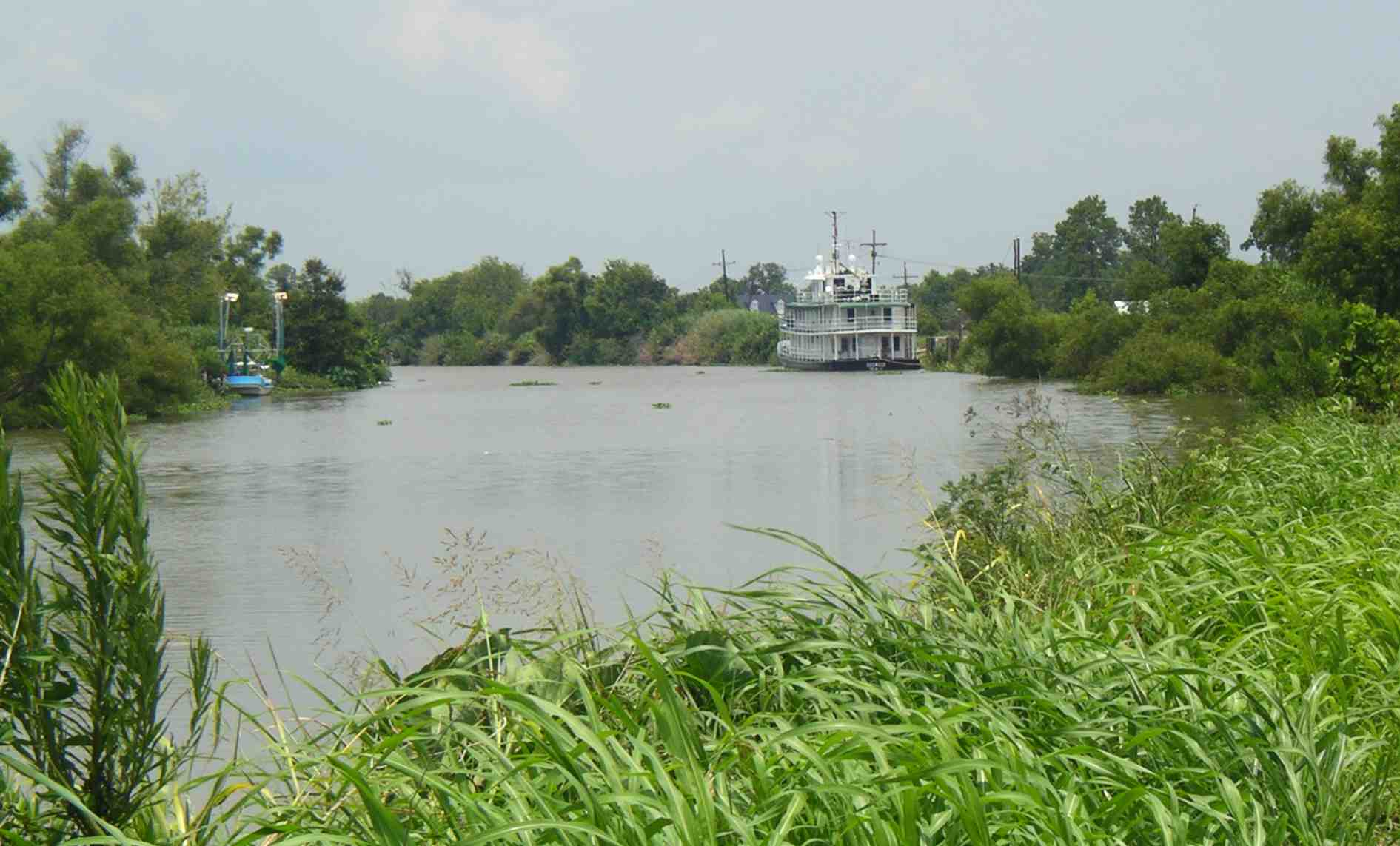
Bayou Lafourche en Luisiana

La franquicia Scooby-Doo, que en el momento del estreno de la película se acercaba a los 30 años, había entrado en un período de rendimientos decrecientes a principios de la década de 1990. Después de la conclusión de la sexta iteración de la serie, Un cachorro llamado Scooby-Doo, el personaje se ausentó de las alineaciones del sábado por la mañana. En 1991, Turner Broadcasting System compró Hanna-Barbera, el estudio de animación detrás de Scooby, principalmente para completar la programación en un nuevo canal de cable 24/7 centrado en propiedades animadas: Cartoon Network. La llegada del cable le dio a la franquicia una renovada popularidad: rápidamente, las reposiciones de Scooby atrajeron las mejores calificaciones. La Isla de los Zombis no fue el primer intento de una aventura de Scooby de larga duración; se produjeron varias películas para televisión a finales de la década de 1980 protagonizadas por el personaje, como Scooby-Doo y la Escuela de Fantasmas. En 1996, Turner se fusionó con Time Warner. Davis Doi, a cargo de Hanna-Barbera, tuvo la tarea de desarrollar proyectos basados en la propiedad existente del estudio. Los ejecutivos de Warner sugirieron a Scooby, dado que la propiedad tenía una Puntuación Q alta, y propusieron que podría ser un largometraje directo a video.
El equipo reunido para trabajar en la producción eran veteranos del negocio de la animación y habían trabajado recientemente en SWAT Kats: The Radical Squadron y Las Verdaderas Aventuras de Jonny Quest. El guionista Glenn Leopold había estado con la franquicia desde Scooby-Doo y Scrappy-Doo de 1979. La película fue dirigida por Jim Stenstrum, quien había trabajado en proyectos de Scooby a partir de 1983 en El nuevo show de Scooby y Scrappy-Doo. Como la película fue considerada un experimento único por los jefes del estudio, el equipo trabajó con poca supervisión y con total libertad creativa. Doi y el escritor Glenn Leopold desarrollaron la historia de la película, y Leopold recibió el mérito exclusivo del guion. Gran parte del guion se recicla del guion de Leopold para el episodio inacabado de SWAT Kats, "La Maldición de Kataluna". Jim Stenstrum, el director de la película, sugirió en las primeras reuniones sobre historias que los monstruos de la película eran reales; las salidas anteriores de Scooby eran casi siempre "tipos malos" con máscaras de goma. Leopold no estuvo de acuerdo, y señaló que a lo largo de la historia de la franquicia, siempre fue un misterio simple y solucionable. Stenstrum sintió que esto funcionó para un episodio de televisión de media hora, pero podría volverse tedioso a lo largo de un largometraje. Lance Falk, quien trabajó como coordinador de modelos en la película, sugirió que combinen ambas ideas.

### Casting
Casey Kasem originalmente iba a repetir su papel de Shaggy, pero recientemente se había vuelto vegano y exigió que el personaje siguiera su ejemplo y eliminara toda la carne y los lácteos de su dieta. El equipo creativo encontró esto absurdo, dado que comer de todo fue un sello distintivo del personaje durante décadas. Además, ya habían comenzado la producción de la Isla de los Zombis, que presenta a Shaggy disfrutando de cangrejos y más. El equipo decidió refundir a Shaggy con el actor de voz Billy West. Le dieron a Kasem un respiro de último minuto antes de grabar la película, señalando que podían pagar o jugar a West, aunque Kasem aún se negó. La personalidad de la radio Scott Innes terminó dando voz a Scooby-Doo, ya que Don Messick, el actor de voz original del personaje, murió en 1997. Mary Kay Bergman fue elegida como Daphne, mientras que BJ Ward, quien interpretó a Vilma en un episodio cruzado de Johnny Bravo, repitió su papel para esta película.
Frank Welker es el único actor de la serie original que repite su papel, como Fred Jones. Inicialmente le había preocupado que los productores también lo reemplazaran, dado que los productores creían que su voz había bajado una octava. El director de voz siguió solicitando a Welker que interpretara la voz en un  tono más alto. Welker insistió en que su voz era la misma, ya que la voz de Fred se acerca a su voz natural. El equipo volvió y vio los primeros episodios de Scooby-Doo y descubrió que la impresión de Welker era más o menos la misma. Bob Miller, de Animation World Network, sugirió que las reposiciones de Scooby-Doo transmitidas en Cartoon Network tal vez les dieron una idea falsa de la voz del personaje, ya que los episodios eran típicamente comprimidos en el tiempo (o acelerados) para permitir más espacio para comerciales, dando así a toda la banda sonora del programa un tono más alto.

### Animación
Se contrató al estudio de animación japonés Mook Animation para trabajar en la película; Doi tenía una relación con el equipo de Mook, ya que habían colaborado anteriormente en Swat Kats y Jonny Quest. Hiroshi Aoyama y Kazumi Fukushima también dirigieron la película, pero no aparecen en la imagen. La película fue animada y se presenta en formato estándar de cuadro completo 1.33:1. Al equipo se le permitió más tiempo para trabajar en la película, ya que no había un cronograma establecido real, solo la entrega al departamento de videos domésticos al finalizar. El equipo estadounidense rediseñó el elenco de la serie para la película, dándoles una actualización a la moda. El equipo sintió que Fred y Daphne, con sus ascots y pantalones de campana, se sentían particularmente desactualizados. Cambiaron brevemente el color de la camisa de Shaggy a rojo y le dieron zapatillas de deporte, aunque rápidamente cedieron, ya que vieron su atuendo original como más atemporal.
La dirección del estudio confiaba en el grupo, ya que habían trabajado juntos durante mucho tiempo y todos los involucrados en la película tenían una verdadera pasión por el proyecto. Drew Gentle fue el principal diseñador de fondo del proyecto, y Falk contribuyó a la clave de color de la película. De vez en cuando, el equipo contrataba artistas independientes para contribuir a los diseños auxiliares. Además, el grupo contó con la ayuda de Iwao Takamoto, el diseñador original de Scooby-Doo, todavía con salario en Hanna-Barbera, para asesorar en las escenas. Takamoto calificó la película como "un buen misterio sólido", e hizo un guion gráfico de varias secuencias de interacción entre Shaggy y Scooby.

### Música
El compositor Steven Bramson, conocido por Tiny Toon Adventures, JAG y la película Perdidos en el Espacio, marcó y dirigió la película. La banda sonora de la película presenta tres canciones compuestas específicamente para la película. "The Ghost Is Here" y "It's Terror Time Again", ambas escritas por Glenn Leopold, fueron interpretadas por Skycycle. La canción principal, "Scooby-Doo, Where Are You!", fue interpretada por Third Eye Blind.

## Temas
Esta y las siguientes tres películas tenían un tono más oscuro que la serie animada original (Scooby-Doo, Where are You! y varias derivadas), y el marketing enfatizó: "Esta vez, los monstruos son reales". Sin embargo, vale la pena señalar que los escritores de Scooby habían introducido elementos sobrenaturales reales en la franquicia en 1980 con la segunda temporada de Scooby-Doo y Scrappy-Doo, posiblemente para evitar algunos de los adornos de fórmula del programa. En el primer segmento, "Un encuentro cercano con un extraño", la serie se adentra por primera vez en la ciencia ficción cuando Shaggy es secuestrada por extraterrestres reales. En el segundo segmento, "A Fit Night Out for Bats", Shaggy, Scooby y Scrappy pasan la noche en un castillo con un vampiro real y finalmente escapan de él. No se intenta desenmascarar, y los personajes no comentan lo inusual que es para ellos encontrarse con un monstruo real.
Los elementos sobrenaturales continuarían incorporándose a través de las series restantes de Scrappy y de las películas de televisión hasta Scooby Doo y la Carrera de los Monstruos (1988). Sin embargo, hay varias diferencias notables entre esta producción y las anteriores para presentar monstruos reales. Primero, Fred, Daphne y Velma están presentes; con frecuencia habían estado ausentes durante las primeras aventuras. En segundo lugar, Scrappy está ausente de esta historia, como lo ha estado en todas las producciones desde 1988 (excepto en los cameos cómicos). En tercer lugar, esta fue la primera historia que se centró en la sorpresa de la pandilla de que los monstruos no fueran falsos. Entonces, Zombie Island al menos presenta algunas rupturas con la tradición.

## Estreno
La película fue lanzada en VHS el 22 de septiembre de 1998 a través de Warner Home Video. Debido al costo de producción, la cinta se vendió al por menor a $19.95, que era más alto que otros títulos directos a video de esa época. Las ventas de la película superaron las expectativas del estudio, según un artículo de Billboard de 1999. Fue lanzada en DVD el 6 de marzo de 2001, y luego relanzado en 2008 como un doble largometraje en DVD junto con la tercera película de Scooby directo a video, Scooby-Doo y los Invasores Alienígenas (2000).
La película contó con la ayuda de un impulso promocional de 50 millones de dólares, ya que los anunciantes creían que la naturaleza icónica del personaje generaría fuertes ventas y merecía "la misma visibilidad que un estreno en cines". Los vínculos incluyeron a Campbell Soup Company, SpaghettiOs, 1-800-COLLECT, Wendy's, LEGO y Cartoon Network, que estrenaron la película en televisión el 31 de octubre de 1998, después de un mes después de la serie. También se promovió como parte del acuerdo de patrocinio de "Wacky Racing" de la cadena con Melling Racing en 1998, como el tercero de cuatro esquemas de pintura presentados en el Ford Taurus #9 de la Copa Winston de NASCAR conducido por el entonces novato Jerry Nadeau. El esquema de pintura debutó en Richmond International Raceway en Exide NASCAR Select Batteries 400 el 12 de septiembre de 1998, y se presentó en el automóvil a través del Dura Lube Kmart 500 en Phoenix International Raceway el 25 de octubre de 1998, para un total de siete carreras del calendario de treinta y tres carreras. El impulso promocional fue, en ese momento, el mayor apoyo de marketing en la historia de Warner Bros. Family Entertainment.

## Recepción
La película recibió críticas positivas de los críticos y actualmente tiene una calificación de "Fresco" del 88% en Rotten Tomatoes. Donald Liebenson del Chicago Tribune describió la película como "ambiciosa" y la calificó como "un grito nostálgico [que] resucita todas las piedras de toque de los dibujos animados originales". Joe Neumaier de Entertainment Weekly elogió la película como "Rápida, divertida y lleno de guiños de complicidad, el misterio rinde homenaje a la estructura amada del programa, pero en general". Un artículo del New York Times de 1998 de Peter M. Nichols elogió la película como" bien hecha". Lynne Heffley en Los Angeles Times calificó la película como "más entretenida de lo que cabría esperar, a pesar de la familiar animación tipo sábado por la mañana".
Evaluaciones posteriores de la película han sido igualmente positivas. Michael Mallory, de Los Angeles Times, le atribuyó el mérito y sus funciones posteriores de "[convertir] a los personajes en tratamientos más modernos de acción y terror, y jugar con [una] cualidad de auto-suplantación".
En 2011-12, el comediante británico Stewart Lee dedicó una extensa sección de su show en vivo Carpet Remnant World a los 'puentes de cuerda del cañón de la jungla' en Scooby-Doo en la Isla de los Zombis, relacionando lo que describió como el estado lamentable de tales puentes con el régimen neoliberal de la primera ministra Margaret Thatcher.

## Secuela
Una secuela directa, titulada ¡Scooby Doo! Regreso a la Isla de los Zombis, tuvo su estreno mundial en la Comic-Con de San Diego el 21 de julio de 2019, seguido de un lanzamiento digital el 3 de septiembre de 2019 y un lanzamiento en DVD el 1 de octubre de 2019.